# Raphael Rogiński

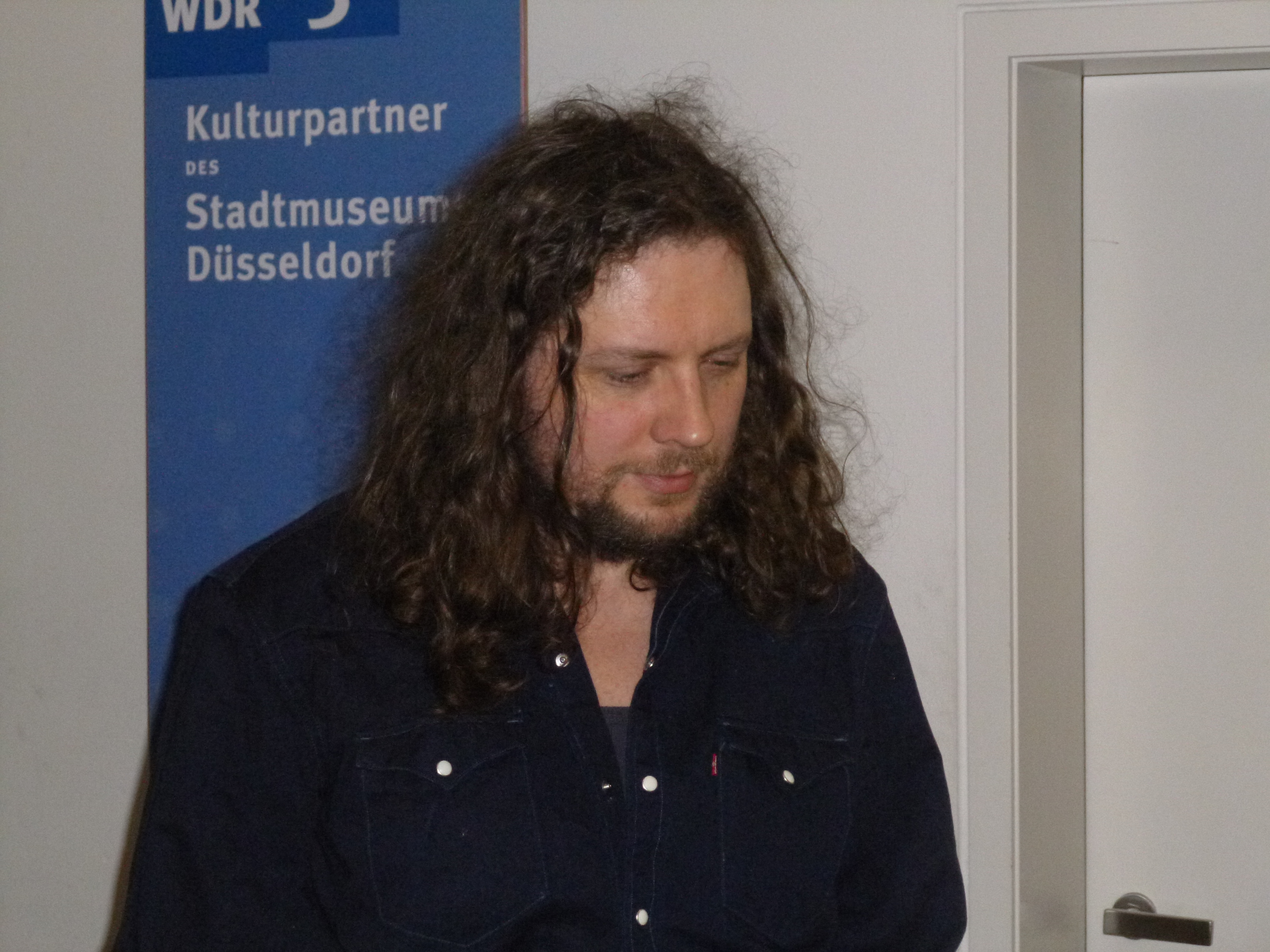
Raphael Rogiński (2015)

Raphael Rogiński (* 1977 in Frankfurt am Main) ist ein polnischer E-Gitarrist.

## Leben und Wirken
Raphael Rogiński wurde in einer Familie jüdischer Emigranten aus Polen geboren und wuchs zunächst in Frankfurt auf. Seine Eltern hatten Polen infolge der Repressalien gegen Juden nach 1968 verlassen. Er kehrte Anfang der 1980er Jahre mit seiner Mutter nach Polen zurück. Er wurde in klassischer Musik und Jazz ausgebildet und studierte auch Musiktheorie und Ethnomusikologie.
Er spielt Blues, Folk, Free Jazz, Swing und Klezmer. 2012 trat er bei der Berlin Biennale im Duo mit dem Lautisten Jozef van Wissem auf.
Ein zentrales Element in Rogińskis Musik ist die Auseinandersetzung mit traditioneller Musik und Folklore, insbesondere mit der jüdischen. In dem seit 2006 bestehenden Trio Shofar (mit Mikołaj Trzaska und Macio Moretti) interpretiert er traditionelle jüdische Lieder in einem Free-Jazz-Kontext. Mit Cukunft geht er der jüdischen Musiktradition in ruhigeren Arrangements nach, während er sie mit Alte Zachen mit Elementen des Surf Rock verbindet. Auf Yemen: Music of the Yemenite Jews interpretierte er mit Perry Robinson, Wacław Zimpel und Michael Zerang traditionelle Musik der jemenitischen Juden.
Mit seiner Band Wovoka widmete sich Rogiński der US-amerikanischen Gospel-Tradition aus dem Repertoire von Blind Willie Johnson. Mit der Volkssängerin Genowefa Lenarcik interpretiert er als Żywizna kurpische Volkslieder. 2016 erschien ihr gemeinsames Album Zaświeć niesiącku and other Kurpian songs. Im selben Jahr erschien Woman Blue der Band Shy Albatross, in der Rogiński mit der bekannten Sängerin Natalia Przybysz zusammenarbeitet.
Auch interpretierte Rogiński Kompositionen von Johann Sebastian Bach (Bach Bleach), John Coltrane (auf seinem Solo-Album Plays John Coltrane and Langston Hughes) und Henry Purcell (Plays Henry Purcell). Mit dem polnischen DJ Lenar nahm er 2012 als Sisters das Album The Mono auf.
2008 spielte er als Gast Banjo auf Gospel von Lao Che.

## Diskografische Hinweise
- Cukunft Lider fun Mordechaj Gebirtig (2005)
- Shofar (mit Mikołaj Trzaska und Macio Moretti, 2007)
- 2525252525 (mit Marcin Masecki und Macio Moretti, 2008)
- Bach Bleach (2009)
- Cukunft Itstikeyt / Fargangenheit (2010)
- Jazzgot: Five (mit Noël Akchoté und Michał Gos, 2011)
- Alte Zachen Total Gimel (2012)
- Sisters The Mono (2012)
- Robinson / Zerang / Rogiński / Zimpel Yemen: Music of Yemenite Jews (2012)
- Hera with special guest Hamid Drake Seven Lines (2013)
- Wovoka Trees Against The Sky (2013)
- Cukunft Wilde Blumen (2013)
- Shofar Ha-huncvot (2013)
- Shofar Live at Powiększenie (Live-DVD, 2014)
- Shofar Gold of Małkinia (Live-Album, 2015)
- Plays John Coltrane and Langston Hughes. African Mystic Music (2015)
- Żywizna Zaświeć niesiącku and other Kurpian songs (2016)